# ARA General Belgrano
L'ARA General Belgrano (anteriorment USS Phoenix i ARA 17 de Octubre) va ser un vaixell creuer militar de l'Armada Argentina enfonsat amb importants pèrdues humanes en un atac durant la Guerra de les Malvines.
Desplaçava 10.234,800 tones amb una eslora de 185,42 m i una màniga de 21 m. Es tracta de l'únic vaixell enfonsat per un submarí nuclear en temps de guerra.

## Al servei de l'Armada estatunidenca

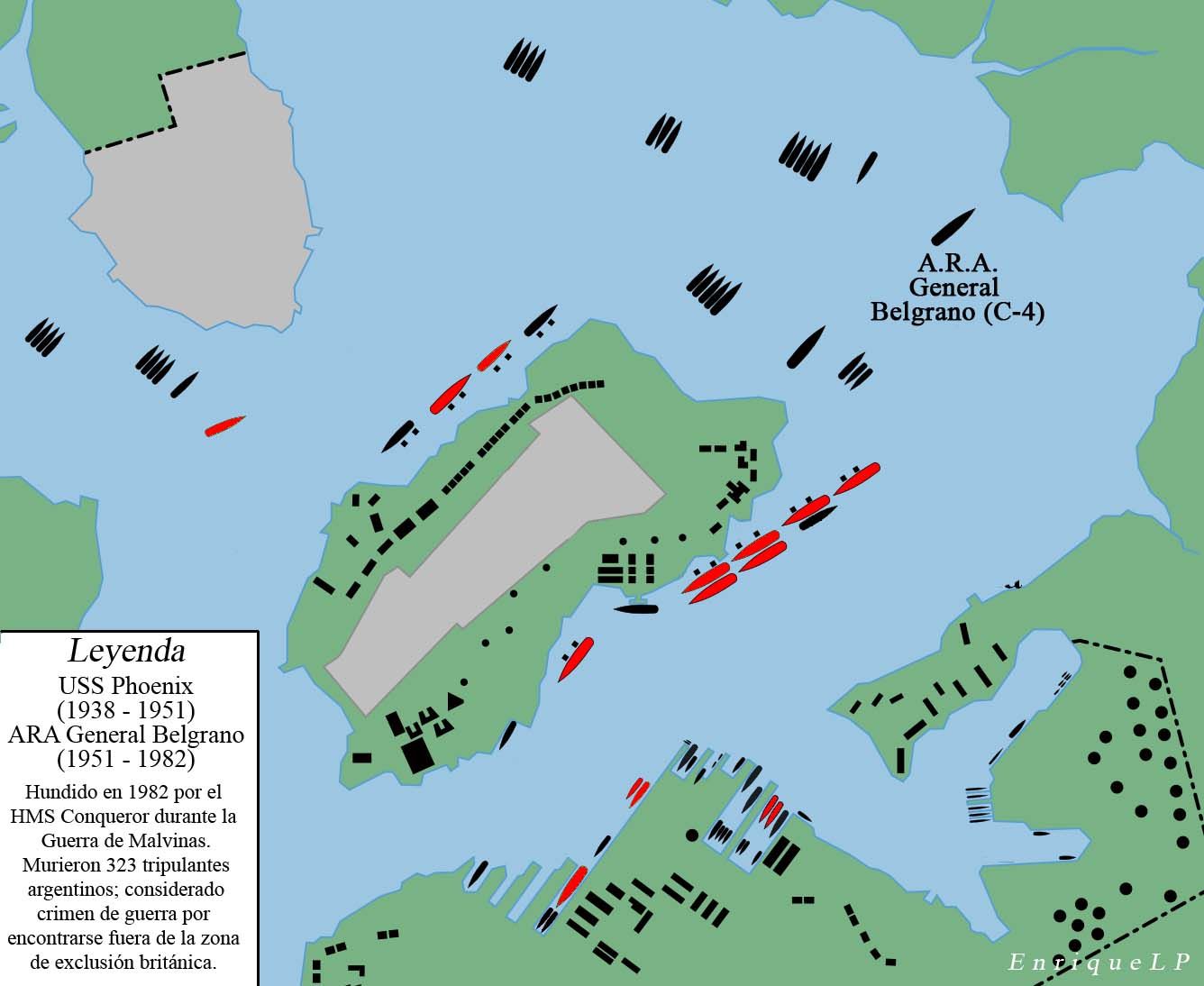
Ubicació de l'USS Phoenix durant l'atac a Pearl Harbor.

El USS Phoenix (CL-46) va ser el tercer en portar aquest nom en l'armada estatunidenca. Va ser botat el 12 de març de 1938. Durant la Segona Guerra Mundial operà en la costa oest i es trobava a l'interior de Pearl Harbor durant l'Atac a Pearl Harbor.
El Phoenix no va patir danys durant aquest atac. La seva missió posterior va ser la de localitzar i neutralitzar els portaavions japonesos, cosa que va resultar infructuosa. El gener de 1944, participà en l'atac i desembarcament a Nova Guinea. El 15 de setembre de 1944 participà en l'ocupació de Morotai a les Illes Moluques. L'1 de novembre i el 5 de desembre de 1944 patí nous atacs d'avions kamikaze.

## Al servei de l'Armada Argentina
L'USS Phoenix va ser venut a l'Argentina amb un altre de la seva classe (l'USS Boise (CL-47)), l'octubre de 1951, per la quantitat de 7,8 milions de dòlars. Va ser rebatejat ARA 17 de Octubre data emblemàtica del partit justicialista que liderava l'aleshores president Juan Perón. Havent ja estat derrocat Perón el 16 de setembre de 1955, va ser rebatejat com a General Belgrano (C-4), en homenatge al general i advocat Manuel Belgrano, heroi de la independència argentina.
El 1967 li van ser implantades llançadores de míssils Sea Cat. El desembre de 1978 participà en l'Operación Soberanía, destinada a envair les illes al sud del Canal de Beagle.

### Servei en les Malvines i enfonsament

Esdeveniments en l'Atlàntic Sud durant l'enfonsament del Belgrano

El 12 de febrer de 1982 es va dirigir a Puerto Belgrano per al seu manteniment anual. El seu capità era Héctor Bonzo.
El 2 d'abril es va completar la tripulació per a temps de guerra amb 1091 tripulants.
El govern britànic va establir una zona d'exclusió de 200 milles nàutiques (370 km), centrada en la latitud 51° 40′ Sud i longitud 59° 30′ Oest (el centre geogràfic de les Illes Malvines).
Salpà el 16 d'abril de 1982 formant part de la Fuerza de tareas 79 número 3 (GT 79.3) El 19 d'abril va haver de tornar a la base d'Ushuaia. El 24 d'abril salpà de nou cap a l'Illa de los Estados. L'1 de maig durant una operació LOGOS, els destructors avisaren d'un imminent atac aeri britànic. En realitat es tractava d'un avió argentí amb problemes de ràdio.
El 2 de maig va rebre l'atac amb torpedes del submarí HMS Conqueror fora de la zona d'exclusió. A les 16:00 (hora de l'Argentina) del mateix 2 de maig, Margaret Thatcher es va reunir amb el seu gabinet de guerra a la residència de camp de Checkers, propera a Londres. En aquesta reunió es va donar l'ordre d'enfonsar el creuer argentí. Els dos torpedes dels tres llançats van determinar la Guerra de les Malvines amb la pèrdua de 323 dels seus tripulants.

### Cerca de les seves restes
El 2003 es va realitzar una expedició de National Geographic a bord del vaixell Seacor Lenga, amb suport de l'ARA Puerto Deseado (Q-20) i la corbeta ARA Robinson (P-45). La cerca no va tenir èxit per les males condicions meteorològiques.